# Ontologie médicale
Pour les articles homonymes, voir Ontologie.
L'ontologie médicale est l'étude de ce qui « est » (onto- du grec ὤν, ὄντος, participe présent du verbe être) en médecine et du processus de formation. des différentes entités médicales.  Elle s'intéresse à leur genèse et à leurs rapports entre elles : les maladies, les signes cliniques, les syndromes cliniques, les symptômes, les lésions, les syndromes lésionnels, les anomalies biologiques et les anomalies radiologiques.
Cette ou ces ontologies d'inspiration philosophique ont des prolongements avec la modélisation informatique des systèmes de pensée, donnant lieu à des ontologies informatiques capables d'influencer elles-mêmes les pratiques.

## Une ontologie médicale: malade ou bien portant?
L'ontologie médicale fait la distinction entre santé et maladie, pathologies, handicaps. Les limites de cette distinction, non neutres car la médecine n'est pas neutre, façonnent la raison d'être de la médecine. Décrire un patient comme « malade », ce n'est pas seulement établir des données factuelles, mais c'est aussi mettre en place une attente sociale ; c'est affirmer que ce patient a un problème qui devrait être résolu grâce à des moyens  médicaux. Et le XXe siècle est émaillé de controverses résultant des difficultés à appréhender sous une étiquette ou sous l'autre des états tels que l'homosexualité, l'alcoolisme, les handicaps liés à la vieillesse ou des incapacités à concevoir.
La difficulté est semblable avec la définition de ce qui est médical ou ne l'est pas.

## Plusieurs ontologies pour un même concept
Il  n'existe pas d'ontologie unique, et d'une culture à l'autre, la différence de conception d'une entité médicale donnée a des répercussions sur l'ensemble du système médical. Un exemple a été donné en 2002 par Tataryn, qui a identifié quatre définitions du « corps » : corps humain matériel ; corps physique lié à l’esprit; corps-énergie (qui laisse entendre qu’une énergie circule au sein du corps) et pour le quatrième, corps lié à des forces ou à des entités spirituelles ou religieuses. Ces quatre définitions induisent autant de groupes de thérapies et de pratiques médicales différentes. 

## Ontologie des entités nosocomiales

### Définition
Une entité nosocomiale est qualifiée d'ontologie si les personnes qui la décrivent considèrent qu'il s'agit d'une entité ayant une existence propre, indépendante du corps humain. Selon plusieurs philosophes de la médecine (Sigerist, Canguilhem, Engelhardt), Pasteur aurait été influencé par cette approche lorsqu'il a affirmé que la rage était le résultat d'entités inobservables.
Louis Peisse a indiqué au milieu du XIXe siècle qu'il existait une différence notable entre les notions d'ontologie utilisées en philosophie et celle alors en vigueur en médecine.

### Approche ontologique versus approche positiviste
L'approche ontologique consiste à considérer que la maladie a une existence propre, et qu'elle représente un changement essentiel de la totalité de l'organisme. Elle s'oppose à l'approche positiviste défendue par Auguste Comte puis par Claude Bernard, qui considèrent qu'elle n'est qu'une rupture, un écart par rapport à la norme d'un être— notion pourtant elle-même ontologique — chez lequel elle ne constitue qu'un accident. 

### Approche ontologique versus physiologisme
Georges Canguilhem, qui s'est pourtant opposé dans « La Pensée et le Vivant » à la conception d'ontologie, (« Le problème n'est pas ce qui est, c'est tout ce qu'on peut en dire. Ça ne va pas plus loin. L'Être est, le non-Être n'est pas, au-delà, vous n'avez rien… ») en faisant valoir une philosophie de l'activité, renoue provisoirement avec une approche ontologique dans Le Normal et le Pathologique. La maladie est véritablement « un mal », et il réfute dans son article « Une pédagogie de la guérison est-elle possible ? » que la guérison soit un retour à l'état antérieur de l'organisme, introduisant dans un premier temps l'idée que la pathologie serait une entité résultant d'« erreurs innées du métabolisme ». Revenant sur sa thèse de doctorat, il précise  toutefois qu'« il n'y a pas en soi et a priori de différence ontologique entre une forme vivante réussie et une  forme manquée. »  et prend ainsi le contrepied de l'ontologie inspirée d'Aristote dans laquelle l'erreur est conçue comme une monstruosité. 
En dernier ressort, l'approche de Canguilhem, généralement nommée physiologisme mais qu'il appelle théorie « dynamiste ou fonctionnelle », conçoit une occurrence de pathologie comme une altération de l’équilibre entre des quantités, des mouvements ou des forces, et insiste sur le holisme qui en découle, le déséquilibre affectant l'organisme entier du patient atteint.